# Santa Cruz del Sur
Santa Cruz del Sur – miasto portowe na Kubie, w prowincji Camagüey. W 2003 r. miasto to zamieszkiwało ok. 51 tys. osób.
W mieście rozwinął się przemysł chemiczny, spożywczy, odzieżowy oraz drzewny.